# IgA nefropatie
IgA nefropatie, též „Bergerova choroba“ nebo mezengiální depozice IgA je nejčastější primární glomerulonefritidou na světě. Jedná se o imunologicky zprostředkované postižení ledvin. Toto onemocnění se vyskytuje přibližně u 10 % nemocných v USA, 20 % případů v Evropě a asi 30-40 % v Asii. V Severní Americe a Evropě onemocnění převládá zejména u mužů a to v poměru ku ženám 2-3 : 1,3.

## Symptomy
Jedná se o onemocnění převážně nesymptomatické, případně dochází k náhodnému nálezu mikroskopické hematurie. Dalšími prognostickými ukazateli mohou být mírná proteinurie a hypertenze. U agresivní formy se ale také mohou objevovat rekurentní epizody makroskopické hematurie vyskytující se po infekci horních cest dýchacích nebo také po infekci gastrointestinálního traktu nebo močového měchýře. Doba mezi infekcí a hematurií je u tohoto typu onemocnění v rozmezí od několika hodin až po několik dní. 

## Diagnóza
V počátečních stádiích onemocnění nemá mnoho pacientů žádné zjevné příznaky. U těchto pacientů může být IgA nefropatie odhalena pouze během rutinního screeningu nebo vyšetření jiného onemocnění. Konečnou diagnózu IgA nefropatie lze provést pouze biopsií ledvin a imunohistologickým vyšetřením.  A i když některé mírné případy mohou vést až k selhání ledvin, zatím neexistují žádné genetické, imunologické, klinické nebo morfologické markery, které by předpovídaly progresi onemocnění u pacientů bez příznaků. 

## Patogeneze
IgA nefropatie může být považována za typ renálně limitované vaskulitidy způsobené vrozenými defekty IgA slizniční imunity ve střevě nebo plicích. Opakované vystavení různým environmentálním antigenům vede k abnormální odpovědi IgA protilátek, a to generuje nefritogenní polymerní IgA. IgA molekuly jsou glykosylovány v oblasti pantu. Tyto změny vedou k ukládání v mesangiu a indukci zánětu u geneticky citlivých jedinců. Klinické důkazy také zahrnují souvislost mezi nefropatií IgA a chronickým onemocněním jater, celiakií a dermatitis herpetiformis.

## Prognóza
Ukazatelem nepříznivé prognózy je hypertenze, proteinurie a zánět. Tyto prognostické faktory mohou vést u pacientů až k poškození ledvin. Spontánní klinická remise se vyskytuje u přibližně 10 % pacientů. K renálnímu selhání dochází u 5-15 % pacientů po 5 letech, u 10-20 % po 10 letech, 15-30 % po 15 letech a 20-50 % po 20 letech, což naznačuje, že k poklesu renálního přežití dochází mezi 15-20 rokem. Riziko rozvoje renálního selhání se zvyšuje přibližně o 1% ročně.

## Léčba
Pro léčbu IgA nefropatie neexistuje lék, ale jsou dostupné možnosti léčby, které zpomalují progresi onemocnění. U pacientů s malými abnormalitami, kteří netrpí hypertenzí se nenabízí žádná léčba, pouze se sledují po mnoho let, zda nedochází k progresi onemocnění. V posledních letech bylo dosaženo podstatného pokroku v prevenci progresivního onemocnění ledvin s použitím několika způsobů léčby, které zahrnují angiotensin, inhibitory konverze enzymů, kortikosteroidy a n-3 polynenasycené mastné kyseliny.